# Joseph-Dominique de Cheylus
Pour les articles homonymes, voir Cheylus.
Joseph-Dominique de Cheylus, né à Avignon en 1717 et mort en émigration à Jersey en 1797, est un homme d'Église français du XVIIIe siècle

## Biographie

### Origines et famille
Joseph-Dominique de Cheylus est issu de la maison de Cheylus (ou Chaylus), une famille noble originaire du Vivarais connue depuis le XVe siècle, installée dans le Comtat Venaissin. Il est le fils d'Alexandre de Cheylus et de Marie-Thérèse de Piellat, mariés en 1716 ; Mme de Cheylus est la fille de Joseph-Marie de Piellat et Marguerite de Juvin. Il a un frère, Louis-François-Agricole de Cheylus, capitaine de vaisseau, chevalier de Saint-Louis.

### Carrière épiscopale
Docteur en Sorbonne, prêtre, chanoine et vicaire général de l'évêché de Lisieux, il est nommé abbé commendataire de l'abbaye Notre-Dame de Cormeilles. 
Il est nommé évêque de Tréguier et consacré par Christophe de Beaumont l'archevêque de Paris le 25 avril 1762. Il y reste jusqu'en 1766. Le 8 avril 1763, il publie un important mandement à l'occasion de la première visite générale de son diocèse, où l'on remarque, entre autres dispositions, la recommandation suivante : « Vous assignerez aussi les maîtres et maîtresses d'école qui instruisent, la jeunesse afin que j'examine leur capacité pour un emploi si important ». Peu après, il reçoit du roi une lettre annonçant la signature du traité de Hubertsbourg le 10 février 1763, et demandant la célébration d'un Te Deum. En la rendant publique, il l'accompagne d'un mandement un peu grandiloquent qui ne flattait pas précisément ses diocésains : « Qu'il s'en faut, mes très chers frères, que nous ayons été dociles à la voix de la disgrâce et de l'affliction ! Depuis si longtemps que Dieu nous exerce par le glaive de nos ennemis, par des humiliations, par des pertes et des revers, on voit régner parmi nous les mêmes vices, les mêmes mœurs, les mêmes désordres. Les mêmes objets nous dissipent, les mêmes passions nous agitent, les mêmes penchants nous entraînent. La calamité qui ramène toujours les cœurs droits et flexibles n'a excité dans le nôtre ni douleur, ni remords, ni crainte, ni désir. Vides des sentiments pour Dieu, ses coups nous ont trouvé froids et nous ont laissé pêcheurs… »
Transféré au siège de Cahors le 22 décembre 1766 il est évêque de cette ville jusqu'en 1777.
Il devient alors évêque de Bayeux, avec 90 000 livres de rente annuelle. De 1783 à 1790, un de ses grands vicaires est Philippe-Jean-Louis Desjardins. Il est également premier aumônier de la comtesse d'Artois. 
En 1790, il devient le premier maire de Bayeux mais refuse de prêter serment à la constitution civile du clergé. 
Il émigre à Jersey et meurt sur cette île à l'âge de 80 ans le 22 février 1797. Son oraison funèbre est prononcée par l'abbé de Châteaugiron qui compose également la pompeuse épitaphe qui recouvre son tombeau.